# Marla Mallett
Marla Mallett z domu Geiger (ur. 19 grudnia 1970 w Nanaimo) – kanadyjska curlerka z Langley.
Mallett w 1987 jako otwierająca u Julie Sutton wygrała prowincjonalne mistrzostwa juniorek i wystąpiła na mistrzostwach Kanady. Na tym turnieju Kolumbia Brytyjska po Round Robin z 9 wygranymi i 1 porażką zajmowała 1. miejsce, dawało to automatyczny występ w finale. Zespół Sutton pokonał tam Karen Purdy z Manitoby 5:4. 
Zwycięska drużyna wyjechała na 1. Mistrzostwa Świata Juniorek do Chamonix. Kanada weszła jako 1. do fazy playoff, w półfinale pokonała Szkocję 7:3 i w finale 6:4 Szwajcarię.
Ponownie pierwsze miejsce w prowincji do Mallet powróciło w 1989, była wówczas trzecią w drużynie Judy Wood. Jej drużyna zajęła 2. miejsce po rundzie grupowej, w półfinale pokonała Albertę 7:2 jednak w finale uległa Manitobie 1:8.
Mallett po raz pierwszy zdobyła tytuł mistrza Kolumbii Brytyjskiej kobiet w 1995, była wówczas kapitanem drużyny. Zmagania w Scott Tournament of Hearts 1995 zakończyła na 6. miejscu z bilansem 6-5. Swój drugi tytuł mistrza prowincji zdobyła dwa lata później, w 1997, była trzecią w drużynie Kelley Owen. Zespół z trzema wygranymi i 8 porażkami został sklasyfikowany na ostatnim 12. miejscu.
Do 2009 Marla Mallett nie mogła przebrnąć przez rywalizację prowincjonalną, w tym roku wygrała British Columbia Scotties Tournament of Hearts 2009. Mistrzostwa Kanady ostatecznie zakończyła na 2. miejscu, w finale przegrała z obrończynią tytułu Jennifer Jones 5:8. Po Round Robin zajmowała pierwsze miejsce.